# Тајо (Тренто)
Тајо (итал. Taio) је насеље у Италији у округу Тренто, региону Трентино-Јужни Тирол.
Према процени из 2011. у насељу је живело 1306 становника. Насеље се налази на надморској висини од 520 м.

## Становништво
Према резултатима пописа становништва 2011. у општини је живело 2.958 становника.
| 1931. | 1936. | 1951. | 1961. | 1971. | 1981. | 1991. | 2001. | 2011. |
| ----- | ----- | ----- | ----- | ----- | ----- | ----- | ----- | ----- |
| 2.241 | 2.160 | 2.346 | 2.344 | 2.288 | 2.362 | 2.363 | 2.534 | 2.958 |

## Партнерски градови
- Херолдсберг